# مستقبل الدراسات الأمريكية
مستقبل الدراسات الأمريكية هو معهد أكاديمي صيفي يعقد دورة تدريبية لمدة أسبوع في مجال الدراسات الأمريكية في كلية دارتموث في مدينة هانوفر في نيو هامبشاير. وقد فتح المعهد أبوابه في عام 1995 ويعتبر عام 2012 هو العام السادس عشر للمعهد. ويقوم الأستاذ الدكتور دونالد ي. بيس مدرس اللغة الإنجليزية في كلية دارتموث بتنظيم وإدارة المعهد.

## تأسيس المعهد
بعد أن تركت المدرسة النقدية والنظرية كلية دارتموث إلى جامعة كورنيل في عام 1995، بدأ دونالد ي. بيس معهد مستقبل الدراسات كبرنامج صيفي بديل لطلبة الجامعة والدراسات العليا.

## وصف المعهد
يتضمن المعهد الكثير من الأقسام التي تميز العمل الحالي لأعضاء هيئة التدريس بالمعهد والحلقات الدراسية البحثية حيث يناقش جميع المشاركون أعمالهم التي هي قيد التنفيذ. ويقوم المتحدثون في الجلسات العامة بدراسة العلاقة بين الممارسات الجديدة والقديمة في مجال الدراسات الأمريكية من خلال مجموعة متنوعة من وجهات النظر المتعددة التخصصات، ويرحب المعهد بالمشاركين الذين عملوا في سلسلة من المجالات المتخصصة ومتعددة التخصصات والذين يرغبون في المناقشات الحاسمة الراهنة حول الدراسات الأمريكية.

## المعاهد القديمة

### معهد 2012
بجانب مدير المعهد دونالد ي. بيس، من المديرين المشاركين بالمعهد لعام 2012:
- إليزابيث مادوك ديلون نسخة محفوظة 10 أبريل 2009 على موقع واي باك مشين.، جامعة نورث إيسترن.
- إريك لوت، جامعة فرجينيا.
- وينفريد فلوك، جامعة برلين الحرة.
- ج. مارتين فافور، كلية دارتموث
- كوليين بوجز، كلية دارتموث

## أحدث الكتب التي نشرها أعضاء هيئة التدريس أو طلبة المعهد
- هاملتون كارول "رد الفعل الإيجابي: تكوين جديد للذكورة لدى البيض، Affirmative Reaction: New Formations of White Masculinity, سلسلة أمريكية جديدة، مطبعة جامعة ديوك 2011 Duke University Press.
- جوهانيس فولز "المقاومة الخارقة للعادة: الأمريكان الجدد وتحدي إيمرسون، Transcendental Resistance: The New Americanists and Emerson's Challenge, إعادة رسم الخرائط العابرة للحدود الوطنية: سلسلة دارتموث في الدراسات الأمريكية، مطبعة كلية دارت موث 2010 مطبعة كلية دارتموث، ردمك 978-1-58465-937-2.
- دونالد ي. بيس «الاستثنائية الأمريكية الجديدة»، The New American Exceptionalism, مطبعة جامعة مينيسوتا، 2009, ردمك 978-0-8166-2783-7.
- جوناثان بيتشر فيلد «مهام في متروبوليس: منشقو نيو إنجلاند في لندن الثائرة»، Errands into the Metropolis: New England Dissidents in Revolutionary London, مطبعة كلية دارت موث، 2009, ردمك 978-1-58465-821-4.
- جوناثان إيلمر «التباطؤ حتى تصبح الأخير: قصص العرق والسيادة في العالم الجديد»، On Lingering and Being Last: Fictions of Race and Sovereignty in the New World, مطبعة جامعة فوردهام، 2008, ردمك 978-0-8232-2941-3.
- كريستوفر كاستيجليا "الأوضاع الداخلية: الوعي المؤسسي والحياة الداخلية للديموقراطية قبل الحرب الأمريكية، Interior States: Institutional Consciousness and the Inner Life of Democracy in the Antebellum U.S. سلسلة أمريكية جديدة، مطبعة جامعة ديوك، 2008, Iردمك 978-0-8223-4267-0.
- هيستر بلوم، "المنظر من أعلى الصاري الرئيسي: خيال بحري وقصص بحرية قبل الحرب الأمريكية The View from the Mast-Head: Maritime Imagination and Antebellum American Sea Narratives, مطبعة جامعة نورث كارولينا، 2008, ISBN 978-0-8078-3169-4.
- كولين جليني بوجز، «الحدود الوطنية والأدب الأمريكي: الترجمة الأدبية 1773-1892» Transnationalism and American Literature: Literary Translation 1773-1892, مطبعة CRC , 2007, ردمك 978-0-415-77068-2.
- راندال فولر، «أشباح إيمرسون: الأدب والسياسة والأمركة» Emerson's Ghosts: Literature, Politics, and the Making of Americanists, مطبعة جامعة أوكسفورد بالملايات المتحدة، 2007, ردمك 978-0-19-531392-5.

## وصلات خارجية
- Institute Faculty
- Institute Facebook Page  على فيسبوك.